# Shuna Island
Shuna Island är en obebodd ö i Storbritannien.   Den ligger i kommunen Argyll and Bute och riksdelen Skottland, i den nordvästra delen av landet, 600 km nordväst om huvudstaden London. Arean är 1,6 kvadratkilometer.
Terrängen på Shuna Island är platt. Den sträcker sig 1,9 kilometer i nord-sydlig riktning, och 1,4 kilometer i öst-västlig riktning.  I omgivningarna runt Shuna Island växer i huvudsak blandskog.